# Dominions: Priests, Prophets and Pretenders
Dominions: Priests, Prophets and Pretenders računalna je igra, strategija kroz krugove, u kojoj najviše četrnaest suprotstavljenih "prentendentnih bogova" u isto vrijeme pokušava zavladati imaginarnim svijetom. Igru je stvorila tvrtka Illwinter Game Design. Od 17. ožujka 2007. godine, igra ima dva nastavka: Dominions 2: The Ascension Wars, i Dominions 3: The Awakening.

## Igranje igre
Od dva do ukupno četrnaest "pretendentnih bogova" bore se za globalnu nadmoć, s preko 600 različitih vojnih jedinica, 400 različitih čarolija i 300 različitih čarobnih predmeta. Igračima je dopušteno prilagođavanje njihovog pretendentnog boga, te mogu odabrati njegov fizički izgled, čarobne vještine, te postavke utjecaja njihove vlasti, poput sreće, vrućine, ili reda. Glavna mapa podijeljena je na više manjih dijelova (zvanih provincijama), i svaka borba zauzima mjesto unutar provincije za kontrolu iste. Moguće je na mapi imati preko tisuću provincija. Kako bi se ostvarila pobijeda, pojedinac se mora pobrinuti da nijedan od drugih igrača nema kontrolu nad ijednom provincijom na čitavoj mapi, ili se pobrinuti da njihova vlast prestane djelovati unutar njihovih provincija (vidi dolje).

### Vojne jedinice
Nakon što igrači odaberu svog pretendentnog boga i narod, svaki od njih mora započeti igru građenjem vlastitog carstva. U ranim stadijima igre, ovo je moguće činiti samo uz pomoć standardnih trupa. Igrač prvo mora regrutirati zapovjednika (igrač također može koristiti svog boga ili božicu). Svaki zapovjednik može voditi određenu količinu vojnih jedinica, broj koji se povećava s iskustvom kojeg zapovjednik dobiva kroz borbe. Doduše, kako bi zapovjednik bio učinkovit, potrebne su mu vojne jedinice pod njegovim/njenim vodstvom. Svaka vojna jedinica ima vlastite opise i atribute, poput snage i jačine štita. Jedinice se treniraju snabdijevanjem određene količine zlatnika i resursa, te se količina istih temelji izravno na vojnoj jedinici i razlikuje se od jedinice do jedinice. Vojne se jedinice zatim postavljaju pod vodstvo jednog od zapovjednika, te ih igrač zatim može podijeliti na manje timove. 
Igrač može pojedinom timu dati određenu naredbu za borbu, ili postaviti ih na određena mjesta na polju kako bi iskoristio njihov potencijal. Primjerice, igrač može postaviti tim strijelaca iza tima milicije i lakše oklopljenih pješaka te im narediti da gađaju najbližeg neprijatelja, te su na taj način strijelci zaštićeni i istivremeno pružaju zaštitu pješacima i miliciji. Doduše, ishod borbi određuju kompjuterski izračuni koji u obzir uzimaju broj vojnih jedinica, njihovu kvalitetu i prethodno postavljene taktike, a igrač nakon izračuna može pogledati borbu u kratkom video isječku. Vojne jedinice mogu napustiti polje i pobjeći iz borbe ako su brojčano nadjačani ili ako je njihov zapovjednik ubijen. Isto tako, jedinice mogu biti ranjene ili ubijene u borbi. Različite rane utječu na različite statistike jedinice.

### Magija
Iako su ključne u igri, vojne jedinice nisu njena jedina sastavnica. Magija je također ključ u odluci pobjednika borbe. Prije nego što je se može izvoditi, čarolija mora biti istražena od strane čarobnjaka. Čarobnjaci su zapovjednici s iskustvom u jednom od osam puteva (elemenata) magije. U pravilu, čarobnjaci ne mogu voditi jedinice, no mogu se baviti istraživanjem i čaranjem moćnih čarolija. Postoje različite vrste čarolija, i tijekom istraživanja sedam različitih grana magije, čarobnjaci otključavaju pristup mnogo snažnijim čarolijama, što im dopušta različite stvari: od prizivanja moćnih demona ili mitoloških bića, ispaljivanja moćnih i nezaustavljivih vatrenih kugli na protivnike, do kovanja ekstremno moćnih čarobnih predmeta. Čarobni predmeti i moćne čarolije zahtijevaju čarobno drago kamenje, koje je moguće dobivati kroz različita čarobna mjesta unutar provincija. Moćan čarobnjak može samostalno pobiti čitavu vojsku od tisuću jedinica, ubijajući ih čarolijama ili tjerajući ih na bježanje.

### Vlast
Vlast je mjera utjecaja i štovatelja pojedinog pretendentnog boga. Mjeri se u svijećama, te bijele svijeće predstavljaju igračevu vlast, dok crne predstavljaju protivničku vlast. Narod je u pravilu snažniji tijekom borbi unutar vlastite vlasti, a slabiji tijekom borbi unutar provincije kojom je snažna protivnička vlast. Vlast se može širiti na nekoliko načina. Jedan je putem hramova. U jednoj provinciji može biti sagrađen samo jedan hram za određenu količinu zlatnika, te će širiti igračevu vlast kroz provinciju i sve susjedne provincije. Još jedan način širenja vlasti je putem božjeg poslanika i svećenika. Svaki narod može imati samo jednog božjeg poslanika odjednom, no ne postoji ograničenje na broj svećenika. Božji poslanik se stvara kada se zapovjedniku zadaje naredba "Become Prophet" (Postani božji poslanik). Svećenici i božji poslanici jesu zapovjednici koji posjeduju jedinstvenu svetu magiju i sposobnost propovijedanja igračeve vlasti. Propovijedanje širi igračevu vlast poput hrama, no svećenici i božji poslanici mogu se kretati i čarati svete čarolije, koje su izrazito učinkovite protiv pojedinih vrsta neprijatelja, primjerice, protiv demona i vampira.